# 库尔德电影
库尔德电影是以库尔德人这一族群为题材的一种电影。电影使用的语言基本以库尔德人传统使用的库尔德语、中库尔德语、扎扎其语为主；受电影制作地和库尔德人所在国的影响，也使用土耳其语、阿拉伯语、波斯语、俄语、英语、德语等语言。1926年，第一部库尔德电影Zare在亚美尼亚拍摄，是一部无声电影。这部电影在苏联发行，由亚美尼亚导演哈莫·别克纳扎里安执导。库尔德电影(英语：Kurdish Cinema)一词最早出现在20世纪90年代中期，用来讨论使用库尔德语、讲述库尔德问题的电影。至21世纪初，库尔德电影发展成为一种公认的电影流派。

## 历史

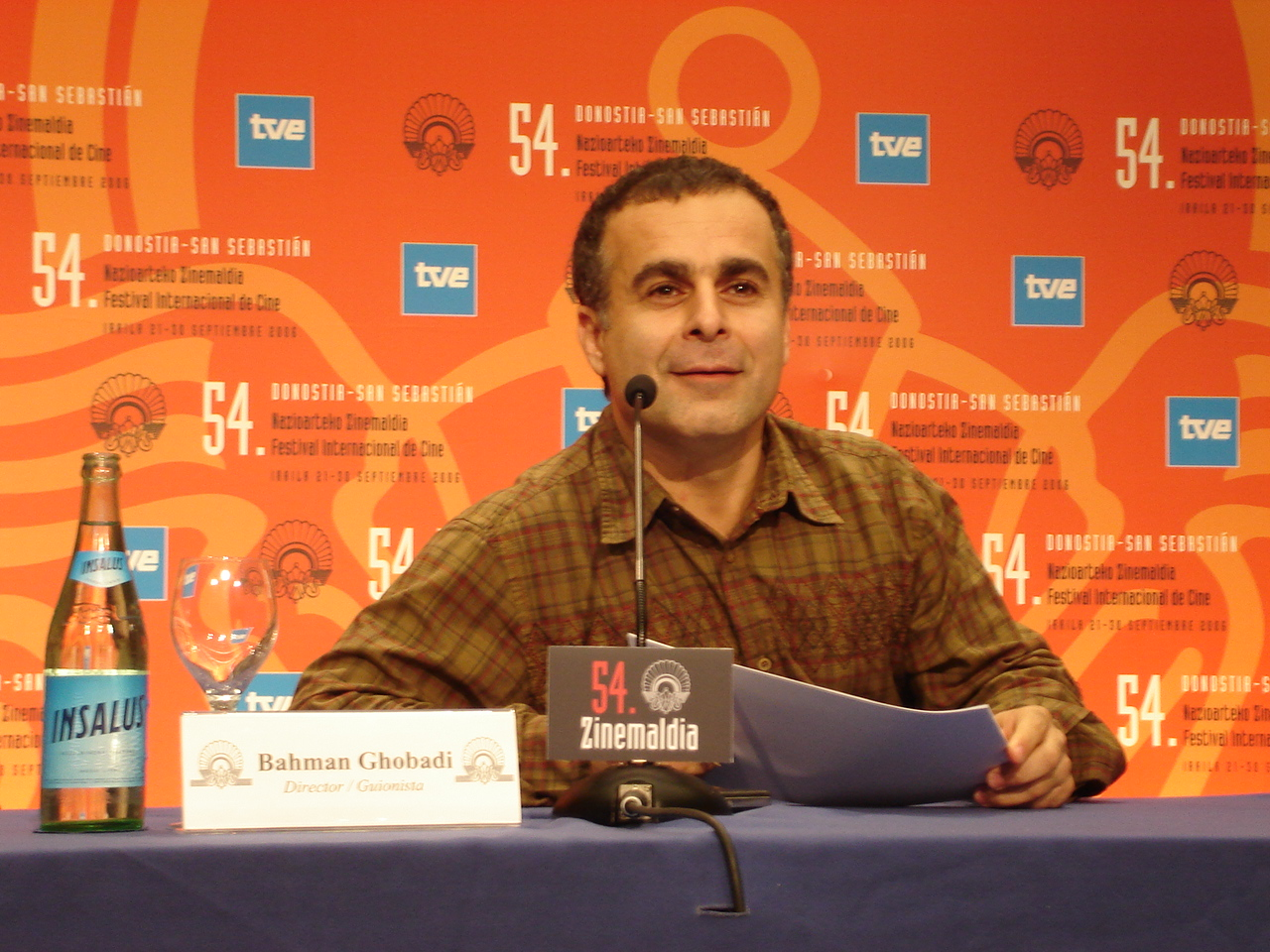
伊朗/库尔德电影导演巴赫曼·戈巴迪在聖塞瓦斯蒂安國際電影節上。

作为世界上最大的无国家民族，库尔德人被人为割裂在中东四个主要国家间。库尔德电影的镜头将他们的命运忠实地记录了下来。库尔德电影的主旋律涵盖了库尔德人对社会的不满、受到的压迫折磨、自身的人权危机和处在异族包围中的生活。对库尔德人来说，电影的意义不止于记录，它同时提供了一个以艺术的形式引起国际社会关注的机会。由于受到各库尔德人所在国的压制，电影的摄制往往困难重重，电影的主要制作过程在流亡的途中进行。文化压制方面，最典型的是土耳其，直到1991年，土耳其政府才允许境内的库尔德人说母语。

中东各国对库尔德文化的压制令库尔德电影的发展愈发困难。 库尔德电影的开山鼻祖之一、被今日电影制片人推崇备至的耶尔马兹·居内伊，在土耳其政府对他施加了可能的所有限制的情况下，仍设法将丰富的库尔德文化描绘在他的电影中，制作出了一批优秀的库尔德电影，如电影自由之路(库尔德电影)和羊群。 耶尔马兹·居内伊于20世纪50年代开始自己的导演生涯，1982年，他凭借自己的第一部电影《自由之路》在戛纳国际电影节上获金棕榈奖。1984年，耶尔马兹·居内伊在巴黎去世。正是在巴黎，这位库尔德导演获得了早期的关注，并开始声名鹊起，他的去世标志着库尔德电影史上一个重要阶段的结束。

1991年，德国和亚美尼亚联合制作的库尔德电影贝科颂歌上映，导演是尼扎姆丁·阿勒奈。1992年，导演在土耳其制作了电影Mem û Zîn。电影则可以追溯到1993年，同样是在土耳其制作。在这个阶段，库尔德电影的发行数量稳步上升，出现了一批获得国际奖项的优秀作品。来自伊朗的导演巴赫曼·戈巴迪，因其电影乌龟也会飞在柏林电影节获得了和平电影奖。导演米拉兹·毕扎的电影迪亚巴克的孩子在圣塞巴斯蒂安、汉堡和根特的电影节上获奖，这部电影也是在安塔利亚国际电影节上获奖的第一部库尔德电影，并获得了评审团特别奖。 这个阶段，库尔德电影的主要题材侧重于叙述库尔德人在中东经历苦难。

最近几年，在德国和瑞士出现了一些制作库尔德电影的电影制作公司，流亡在这些国家的库尔德电影导演和制片人往往可以从他们所居住的州获得公共资金的资助，例如NEWA Film Berlin 和Frame Film GmbH Bern。

库尔德电影诉说着中东库尔德人的贫困和苦难，这也是这些电影能够触动观众内心的原因之一。在环境和市场等多重因素下，催生出了一批优秀的本土库尔德电影导演和制片人，其中较为世人所熟知的有耶尔马兹·居内伊，巴赫曼·戈巴迪，马诺·哈利，贾诺·罗斯比尼，希沙姆·扎曼，萨希姆·奥马尔·卡利法和Yüksel Yavuz。与此同时，一些库尔德电影导演和制片人以或流亡或移民的身份在库尔德斯坦以外的地方生活和工作，如辛納·薩林姆 。

## 库尔德电影列表
以下列出一些知名度较高的库尔德电影及其上映年份。这些电影受到广泛好评，在IMDb评价也较高 ： 

注：因暂无标准汉译名，部分电影名以外文表述。
- The End will be Spectacular，2019年
- Zer[10]，2017年
- Reseba，2016年
- Come to my voice（土耳其语：Sesime Gel），2013年
- 我甜蜜的胡椒地（英语：My Sweet Pepper Land），2013年
- Min Dît: The Children of Diyarbakı（德语：Min dît），2009年
- David & Layla（英语：David & Layla），2006年
- 乌龟也会飞（波斯语：لاک‌پشت‌ها هم پرواز می‌کنند），2004年
- Vodka Lemon，2004年
- Jiyan，2002年
- 栗色伊拉克，2002年
- 醉马时刻[11]，2000年
- 坚墙(扎扎其语：Dês (film))，1983年
- 自由之路(库尔德电影)（英语：Yol），1982年
- Zare（俄语：Зарэ），1927年

## 库尔德导演列表

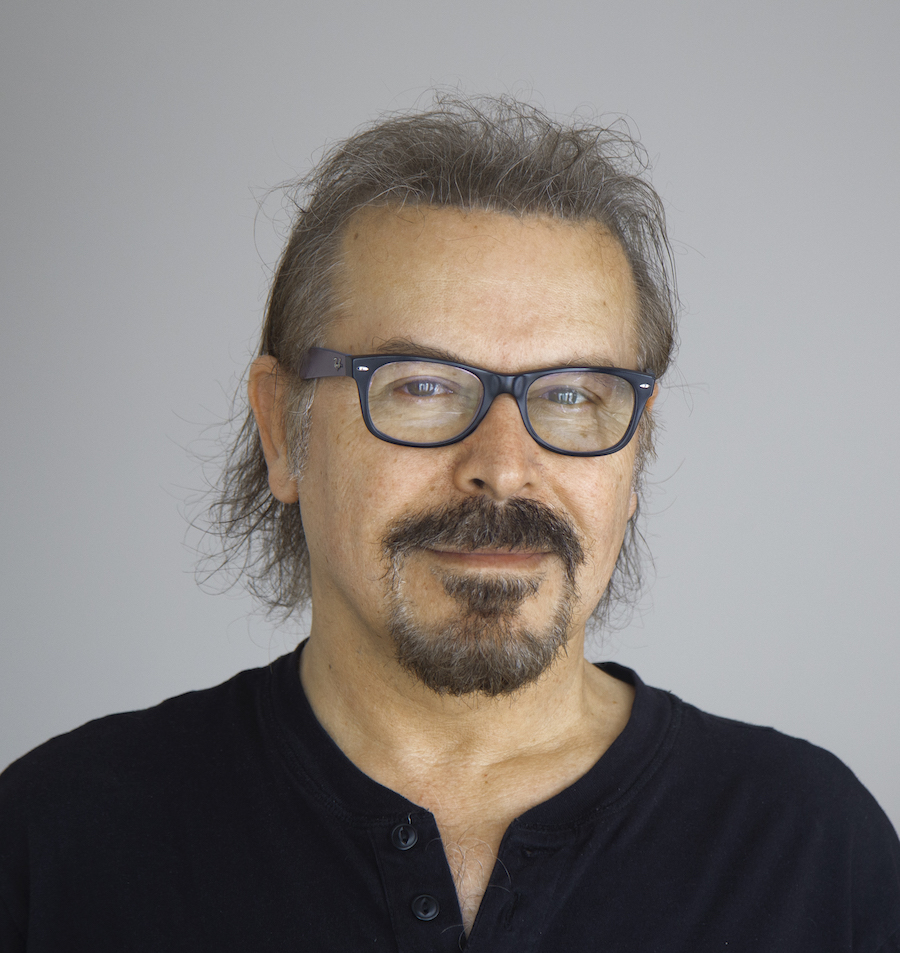
Jano Rosebiani

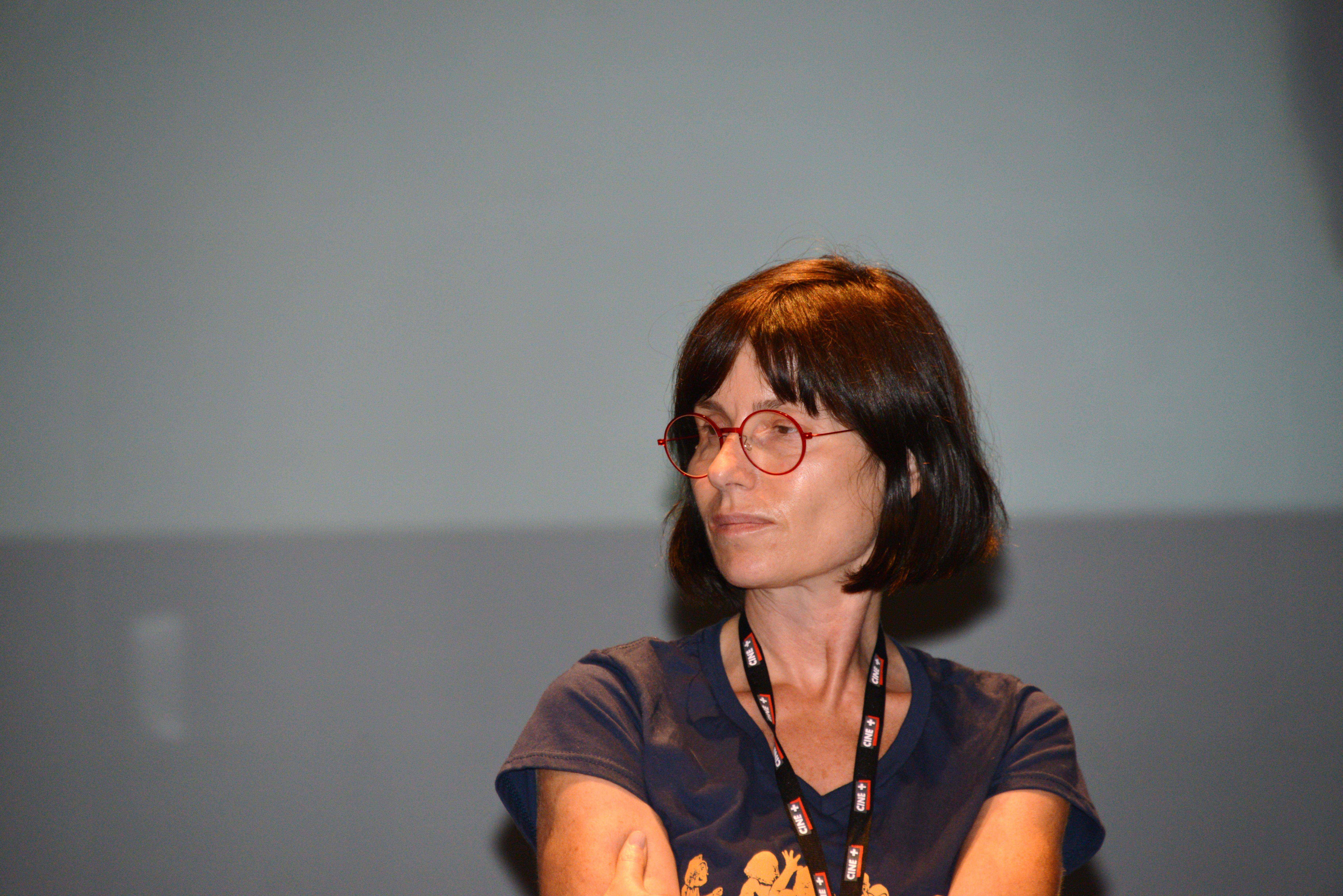
Yeşim Ustaoğlu

注：因暂无标准汉译名，部分导演名以外文表述。
- Ayşe Polat（英语：Ayşe Polat）
- 巴赫曼·戈巴迪（英语：Bahman Ghobadi）
- 希沙姆·扎曼（英语：Hisham Zaman）
- 侯赛因·哈桑(英语：Hussein Hassan Ali)[12]
- 辛納·薩林姆
- Kazim Öz（英语：Kazim Öz）
- 马诺·哈利（英语：Mano Khalil）
- 米拉兹·毕扎（英语：Miraz Bezar）
- Nazmi Kırık（英语：Nazmi Kırık）
- Nizamettin Ariç（英语：Nizamettin Ariç）
- Nuray Şahin（英语：Nuray Şahin）
- 萨希姆·奥马尔·卡利法（英语：Sahim Omar Kalifa）
- 夏克瓦特·古尔基(英语：Shawkat Amin Korki)[13]
- Yüksel Yavuz（英语：Yüksel Yavuz）
- 耶希姆·乌斯塔奥卢（英语：Yeşim Ustaoğlu）
- 耶尔马兹·居内伊
- Yüksel Yavuz（英语：Yüksel Yavuz）
- Yusuf Yeşilöz（英语：Yusuf Yeşilöz）
- Züli Aladağ（英语：Züli Aladağ）

## 新库尔德纪录片运动
过去十年，在库尔德斯坦诞生了一批优秀的纪录片，这一现象被称为“新库尔德纪录片运动”。库尔德电影制片人用纪录片作为媒介，在电影节和社交网站上传播自己的纪录片，以此向观众（主要是西方观众）展示库尔德斯坦和库尔德人的历史及现状。这些纪录片大多采用真实电影风格拍摄，预算和人员较少，其中著名的有：

注：因暂无标准汉译名，部分电影名和导演名以外文表述。
- Close up Kurdistan（英语：Close up Kurdistan）, 2008, Yüksel Yavuz（英语：Yüksel Yavuz）
- Banaz a Love Story（英语：Banaz a Love Story）, 2012, 迪雅·汗
- 1,001 Apples（英语：1,001 Apples）, 2013, Taha Karimi [15]
- Der Imker（英语：Der Imker）, 2013, 马诺·哈利（英语：Mano Khalil）
- Hope – Hêvî（英语：Hope – Hêvî）, 2013, Yüksel Yavuz（英语：Yüksel Yavuz）
- Bakur（英语：Bakur）, 2015, Çayan Demirel/Ertugrul Mavioglu [16]
- Dil Leyla（英语：Dil Leyla）, 2016, Asli Özarslan[17]
- AMED – Memory of a city, 2017, Yüksel Yavuz（英语：Yüksel Yavuz）

由迪雅·汗执导并制作的电影Banaz a Love Story讲述的是一名来自伦敦南部米查姆的20岁库尔德女子Banaz Mahmod遭遇的谋杀案，她在2006年被父亲、叔叔和堂兄弟们杀害。 这部电影获得了2013年艾美奖最佳国际时事电影奖。